# Ferris Olin
Ferris Olin es una investigadora, curadora, educadora y bibliotecaria feminista estadounidense. Ha sido catedrática de Arte y Biblioteconomía en la Facultad de Artes y Ciencias de la Universidad Rutgers desde 1976. Junto a Judith K. Brodsky, cofundó y codirigió varias iniciativas e instituciones, incluyendo el Instituto de Mujeres y Arte, el Directorio Nacional del Archivo de Mujeres Artistas, los Archivos Miriam Schapiro de Mujeres Artistas, y el Proyecto de Arte Feminista. Fue la directora fundadora  del Centro Margery Somers Foster: Un Centro de Recursos y Archivo Digital sobre Mujeres, Investigación y Liderazgo en la Universidad Rutgers. En 1975, Olin trabajó en un equipo de diseño para fundar el Instituto de Formación para la desegregación sexual de las Escuelas Públicas en Nueva Jersey, Estados Unidos, así como las Islas Vírgenes y Puerto Rico.

## Educación
Estudió historia del arte, estudios de la mujer y biblioteconomía en la Universidad Douglass y la Universidad Rutgers.

## Publicaciones y exposiciones
Olin coescribió, junto a Judith K. Brodsky, el libro The Fertile Crescent: Gender, Art, Art and Society (2012). Olin y Brodsky fueron co-comisarias en una exposición paralela en el Museo de Arte de la Universidad de Princeton, que incluía los trabajos de Shirin Neshat, Laila Shawa, Mona Hatoum, y Presto Forouhar.

## Premios y reconocimientos
Recibió el Women's Caucus for Art Lifetime Achievement Award en 2012. En 1980 recibió una subvención de la Dotación Nacional para las Humanidades para fundar, en Radcliffe College, el proyecto Mujeres en la Comunidad.